# الکساندر استپانویچ پوپوف
الکساندر استپانویچ پوپوف (به روسی: Алекса́ндр Степа́нович Попо́в) دانشمند فیزیک‌دان و مخترع اهل روسیه بود. وی در سال ۱۹۰۰ میلادی توانست برای نخستین بار در جهان، علامت خطر در دریا را از طریق رادیو رله کند. این رادیوگرام برای کاپیتان کشتی یخ‌شکن «یرماک» ارسال شده بود.